# Rosetta (película)
Rosetta es una película franco-belga dirigida por los hermanos Dardenne y estrenada en 1999. Se trata de una muchacha de diecisiete años que vive en un parque de caravanas con su madre alcohólica. Tratando de sobrevivir y escapar de su situación, hace numerosos intentos para conseguir un trabajo, lo que le permite alejarse de la caravana y su madre disfuncional y tener una vida estable. Estuvo protagonizada por Émilie Dequenne.
Contrariamente a la creencia popular, la película no inspiró una nueva ley en Bélgica (llamada extraoficialmente "Ley Rosetta") que prohíbe a los empleadores pagarle a los trabajadores adolescentes menos del salario mínimo y otras reformas laborales juveniles. En una entrevista de The Guardian con los hermanos Dardenne, Jean-Pierre explicó la idea errónea; "No, esa ley ya existía, simplemente no había sido votada aún, la verdad siempre es menos interesante que la ficción". 
La película ganó numerosos reconocimientos, incluidos los premios Palme d'Or y Mejor interpretación femenina en el Festival de Cine de Cannes de 1999, y recibió la aclamación de la crítica tras su lanzamiento.

## Argumento
Rosetta es una buena y pobre chica de 17 años que vive con su madre alcohólica en un campamento de caravanas. La escena inicial de la película muestra a Rosetta teniendo una crisis nerviosa al ser despedida de su trabajo en un período de prueba. Su aspiración era vivir una vida "normal", lejos del abismo en el que vive con su madre, quien se dedica siendo gerente del campamento para ahorrar dinero en servicios y gastarlos para beber alcohol, y se niega al querer recibir ayuda. La existencia de Rosetta es una lucha continua contra la supervivencia, una reacción severa a los eventos desafortunados e infelices que le suceden: despidos infundados, injusticias sufridas y pobreza. Su intención es ayudar a su madre a salir de la adicción al alcohol y a calmarse; por estas dos razones, se niega a trabajar en negro, sin considerarlo un "trabajo real" y tener un salario exacto.
Un personaje secundario es Riquet, un niño que acaba de reemplazar a un banquero en el puesto de gofres que usa Rosetta cuando va a la ciudad. Riquet usa indebidamente el mostrador y ayuda a Rosetta a encontrar trabajo. Rosetta parece haber alcanzado un mínimo de equilibrio: tiene un "trabajo real" y le presta atención a Riquet a pesar de que no tiene mucha confianza en él.

## Reparto
- Émilie Dequenne: Rosetta.
- Fabrizio Rongione: Riquet.
- Anne Yernaux: la madre.
- Olivier Gourmet: el jefe.
- Bernard Marbaix: el guardia del camping.
- Frédéric Bodson: el jefe de personal.
- Florian Delain: el hijo del jefe.
- Christiane Dorval: primera dependienta.
- Sophia Leboutte: la mujer despedida.
- Jean-François Noville: el empleado de la Oficina Nacional de Empleo.

## Producción

### Rodaje
Entre los lugares de rodaje, se puede reconocer principalmente las dos torres ubicadas en la orilla izquierda del puente Seraing , en Jemeppe-sur-Meuse , al pie del cual se encuentra el estacionamiento donde está instalada la caravana. Las rampas de acceso, prestadas como ciclomotor en la película, se han retirado durante la renovación del sitio. La gasolinera, ubicada en la subida de la carretera nacional 617 entre Ougrée y Boncelles , también fue demolida. El estanque se encuentra en nandrin.

## Recepción

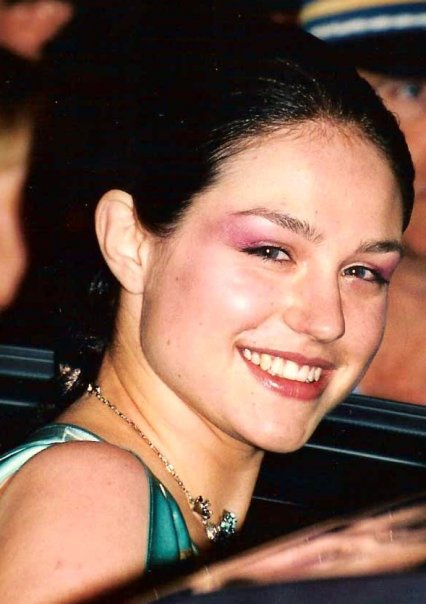
La actriz Émilie Dequenne en la sección oficial de Cannes Film Festival, ganadora como Mejor Interpretación femenina

### Crítica
Rosetta recibió una recepción abrumadoramente positiva por parte de la prensa y críticos estadounidenses, quienes mencionaron la falta de puntaje musical y el uso de una cámara de mano durante toda su producción como un factor importante en su tono único general. Los informes del agregador Rotten Tomatoes informan que el 89% de los críticos dieron a la película críticas positivas, con una calificación promedio de 7.6 de 10. En Metacritic, que asigna una calificación normalizada de 100 a las críticas de los principales críticos, la película recibió un puntaje promedio de 76, sobre la base de 19 revisiones, lo que indica "críticas generalmente favorables".
La prensa francesa también se entusiasmó con la película. Jean-Pierre Dufreigne revisando para L'Express recomendó a Rosetta a los lectores independientemente de la polarización debido a su representación tenaz de la juventud esforzándose por preservar su integridad teniendo responsabilidades adultas y el uso efectivo de la cámara para capturar la esencia del protagonista. La escritura de Marine Landrot para Télérama dio un elogio adicional a Rosetta, y señaló que el cambio de roles entre Rosetta y su madre significaba el deseo inherente en las comodidades de la infancia ya que ambos ceden a las presiones afligidas por la sociedad moderna.

### Taquilla
La película se estrenó en dos pantallas en la ciudad de Nueva York el 5 de noviembre de 1999 y recaudó $ 20,187, en última instancia, recaudando $ 266,665 después de trece semanas en cines.

### Reconocimiento
| Premio de entrega                | Categoría                     | Nominado/a        | Resultado |
| -------------------------------- | ----------------------------- | ----------------- | --------- |
| Festival de Cannes               | Palma de oro                  | Hermanos Dardenne | Ganadores |
| Festival de Cannes               | Mejor interpretación femenina | Émilie Dequenne   | Ganadora  |
| Festival de Cannes               | Premio del jurado ecuménico   | Hermanos Dardenne | Ganadores |
| Chicago Film Critics Association | Mejor actriz prometedora      | Émilie Dequenne   | Ganadora  |
| Premio del Cine Europeo          | Mejor Película Europea        | Hermanos Dardenne | Nominados |
| Premio del Cine Europeo          | Mejor Actriz                  | Émilie Dequenne   | Nominada  |
| Premios César                    | Mejor actriz de revelación    | Émilie Dequenne   | Nominada  |
| Premios Joseph Plateau           | Mejor película belga          | Hermanos Dardenne | Ganadores |
| Premios Joseph Plateau           | Mejor actriz belga            | Émilie Dequenne   | Ganadora  |
| Premios Joseph Plateau           | Mejor director belga          | Hermanos Dardenne | Ganadores |
| Flaiano International Prizes     | Mejor director belga          | Hermanos Dardenne | Ganadores |